# Paulo Barros (basquetebolista)
Paulo Barros (Caconda, 13 de março de 1989) é um jogador angolano de basquetebol profissional. Tem 1,95 metros de altura e atua na posição de extremo.

## Carreira
Natural de Caconda, Paulo competiu pela Seleção Angolana no Pré-Olímpico Mundial masculino de basquetebol de 2012. Com a equipa Atlético Petróleos de Luanda, conquistou a medalha de prata ao disputar a Taça dos Clubes Campeões Africanos da FIBA de 2012.
Atualmente pertence à equipa do Interclube [en], que disputa o Campeonato Angolano de Basquetebol [en].